# For-l’Evêque
For-l'Évêque war ein von 1674 bis 1780 staatlich betriebenes Gefängnis im Quartier Saint-Germain-l’Auxerrois in Paris. Sein Name ist von Forum Episcopi abgeleitet, dem bischöflichen Gerichtshof, dem bereits ein Gefängnis angeschlossen war. Dieses reicht zwar bis ins 12. Jahrhundert zurück, war jedoch ab 1622 nicht mehr in Gebrauch. Das Gebäude wurde gegen Ende des 18. Jahrhunderts sukzessive abgerissen.